# الدریج (کالیفرنیا)
الدریج (به انگلیسی: Eldridge) یک منطقهٔ مسکونی در ایالات متحده آمریکا است که در شهرستان سونوما، کالیفرنیا واقع شده‌است. الدریج ۱٫۶۸۹ کیلومتر مربع مساحت و ۱٬۲۳۳ نفر جمعیت دارد و ۵۴ متر بالاتر از سطح دریا واقع شده‌است.